# Kursunkelloj
Kursunkelloj är en sjö i Kiruna kommun i Lappland och ingår i Torneälvens huvudavrinningsområde. Sjön har en area på 0,0523 kvadratkilometer och ligger 317 meter över havet.

## Delavrinningsområde
Kursunkelloj ingår i det delavrinningsområde (753268-178957) som SMHI kallar för Ovan Nuorukkajoki. Medelhöjden är 329 meter över havet och ytan är 87,97 kvadratkilometer. Räknas de 2 avrinningsområdena uppströms in blir den ackumulerade arean 177,44 kvadratkilometer. Olosjoki som avvattnar avrinningsområdet har biflödesordning 3, vilket innebär att vattnet flödar genom totalt 3 vattendrag innan det når havet efter 304 kilometer. Avrinningsområdet består mestadels av skog (87 procent) och sankmarker (10 procent). Avrinningsområdet har 0,83 kvadratkilometer vattenytor vilket ger det en sjöprocent på 0,9 procent.